# Hiptage capillipes
Hiptage capillipes är en tvåhjärtbladig växtart som beskrevs av Arenes. Hiptage capillipes ingår i släktet Hiptage och familjen Malpighiaceae. Inga underarter finns listade i Catalogue of Life.